# Kanton Gendrey
Kanton Gendrey (francouzsky Canton de Gendrey) je francouzský kanton v departementu Jura v regionu Franche-Comté. Tvoří ho 14 obcí.

## Obce kantonu
- Auxange
- Gendrey
- Louvatange
- Malange
- Ougney
- Pagney
- Le Petit-Mercey
- Romain
- Rouffange
- Saligney
- Sermange
- Serre-les-Moulières
- Taxenne
- Vitreux